# 22616 Bogolyubov
22616 Bogolyubov (tên chỉ định: 1998 KG7) là một tiểu hành tinh vành đai chính. Nó được khám phá thông qua Chương trình nghiên cứu đối tượng gần Trái Đất của đài thiên văn Lowell ở Anderson Mesa Station ở Coconino County, Arizona, ngày 23 tháng 5 năm 1998. Nó được đặt theo tên Nikolay Bogolyubov, a Ukrainian nhà toán học và theoretical physicist of the 20th century.